# Estadio Manuel Martínez Valero
Az Estadio Manuel Martínez Valero (más néven Nuevo Estadio, azaz új stadion) az Elche CF, teljes nevén Elche Club de Fútbol spanyol labdarúgócsapat stadionja. 1976-ban avatták fel, nevét a klub akkori elnökéről kapta. Közel 34 ezer néző befogadására képes.

## Fekvése
Elche Altabix nevű negyedében található, ezért néha Estadio Nuevo Altabix néven is emlegetik.

## Magyar vonatkozások
Az 1982. évi labdarúgó-világbajnokság döntőjének első körében a magyar labdarúgó válogatott két mérkőzését játszotta ebben a stadionban:
- 1982. június 15-én Salvador ellen 10:1;
- 1982. június 22-én Belgium ellen 1:1.